# 대운을 잡아라
《대운을 잡아라》는 2025년 4월 14일부터 방송 중인 KBS 1TV 일일 드라마이다.

## 기획 의도
돈 많은, 돈 없는, 돈 많고 싶은 세 친구와 그 가족들이 펼치는 파란만장 성장기

## 방송 시간
| 방송 채널 | 방송 기간              | 방송 시간                          | 방송 분량 |
| --------- | ---------------------- | ---------------------------------- | --------- |
| KBS 1TV   | 2025년 4월 14일 ~ 현재 | 매주 평일 오후 8시 30분 ~ 오후 9시 | 30분      |

## 제작진

### 제작사
- 몬스터유니온
- 박스미디어

### 극본
- 손지혜 : KBS 2TV 수목 드라마 《프레지던트》(공동 집필), KBS 2TV 《KBS 드라마 스페셜 - 클럽 빌리티스의 딸들》(집필), KBS 2TV TV 소설 《사랑아 사랑아》(공동 집필), KBS 1TV 일일 드라마 《별난가족》(공동 집필) 집필

### 연출
- 박만영 : KBS 2TV 아침 드라마 《장미 울타리》(프로듀서), KBS 1TV 일일 드라마 《백만송이 장미》(공동 연출), KBS 2TV 월화 드라마 《포도밭 그 사나이》(공동 연출), KBS 2TV 월화 드라마 《최강칠우》(연출), KBS 2TV 주말 드라마 《결혼해주세요》(연출), KBS 2TV 일일 드라마 《달콤한 비밀》(연출), KBS 2TV 월화 드라마 《별난 며느리》(연출), KBS 2TV 수목 드라마 《맨홀 - 이상한 나라의 필》(연출), KBS 2TV 주말 드라마 《삼남매가 용감하게》(연출) 연출

- 이해우 : KBS 2TV 《KBS 드라마 스페셜 - 모퉁이를 돌면》(연출) 연출

## 등장 인물

### 주요 인물
- 손창민 : 한무철 (남, 59세) 역 - 대운빌딩 건물주. 미자의 남편. 태하와 서우의 아버지. 대식과 규태의 친구.

K-스크루지. 아내 귀한 줄도, 자식 예쁜 줄도 모르고 주구장창 돈만 벌던 공사장 일용직이 월세를 따박따박 받는 건물주가 되었다. 더 가지려고 악착을 떨다가 사기를 당하는데..
- 선우재덕 : 김대식 (남, 59세) 역 - 무철과 규태의 친구. 대운빌딩 1층 치킨집 사장. 무철네 2층 세입자. 지우의 외할아버지. 혜숙의 남편. 미진, 석진, 아진의 아버지. 광식의 장인.

과거에는 천하고등학교 짱으로 삼총사 중 제일 잘 나갔다. 어린 시절 추억이 가득한 집터인 대운빌딩에 치킨집을 차렸으나, 악덕건물주 무철때문에 파산위기를 맞게 되는데..
- 박상면[1] : 최규태 (남, 59세) 역 - 일등부동산 사장. 진태의 형. 민용의 아버지. 무철과 대식의 친구.

부인과 사별 후 아들에게 새엄마를 만들어주려고 노력한다, vip 고객인 악덕 건물 부자 무철에게 쌓인 게 많다. 하지만 마흔 넘어 본 늦둥이 민용을 대학공부까지 시키기 위해 어쩔 수 없이 무철에게 굽신거린다. 그러던 어느날 갑자기 아들 민용의 수술비가 필요해지는데..
- 이아현 : 이미자 (여, 57세) 역 - 무철의 아내. 태하와 서우의 어머니. 혜숙의 친구.

부잣집 외동딸이 무일푼 노가다꾼에게 한눈에 반하면서 인생이 꼬였다, 남편의 사고로 난생 처음 을의 설움을 느끼며 세상을 다시 배우기 시작한다.
- 오영실 : 이혜숙 (여, 57세) 역 - 대식의 아내. 지우의 외할머니. 미진, 석진, 아진의 어머니. 미자의 친구. 광식의 장모.

미자네 쪽방에 얹혀살던 혜숙은 늘 미자에게 열등감을 가지고 있었다, 미자가 짝사랑 하던 대식이 혜숙의 고백을 받아들여 숙명의 라이벌전은 결국 혜숙의 승리로 끝난 듯 했으나, 돌고 돌아 미자와 건물주와 세입자의 관계로 다시 얽히게 된다.
- 안연홍 : 황금옥 (여, 55세) 역 - 카페 민들레 사장

혜숙, 미자와 같은 고등학교의 2년 후배이자 그들과 같은 동네 살았던 동생이다. 덕분에 무철, 규태, 혜숙, 미자의 과거사를 다 꿰고 있는 유일한 존재이다.

### 무철네 가족
- 박지상 : 한태하 (남, 30세) 역 - 서우의 오빠. 무철과 미자의 장남

어려서부터 보아온 아버지의 구두쇠 정신에 치를 떤다, 아등바등 사는 삶이 세상에서 제일 싫어 일확천금을 노리는 고스펙 백수. 그러나, 그토록 싫어하던 빈곤과 궁상의 아이콘 아진을 보며 점차 땀 흘려 버는 돈의 의미를 깨닫게 된다.
- 이소원 : 한서우 (여, 22세) 역 (2회 ~ ) -  태하의 여동생. 무철과 미자의 차녀. 석진의 연인.

거침없고 자유분방한 MZ세대로 언제, 어디로 튈지 모르는 매력의 소유자. 하고 싶은 말은 꼭 해야 하고, 갖고 싶은 건 꼭 가져야 한다. 그러나 석진은 마음대로 가질 수가 없어 가슴앓이 하게 된다.

### 대식네 가족들
- 연제형 : 김석진 (남, 30세) 역 (3회 ~ ) - 팜투마켓 대표. 대식과 혜숙의 장남. 미진의 남동생. 아진의 오빠. 광식의 처남. 지우의 삼촌. 서우의 연인.

성공해서 고생하신 부모님 행복하게 해드리는 게 소원인 K-장남, 인생의 목표인 '팜투마켓'과 처음 느끼는 사랑 사이에서 선택의 기로에 놓이게 된다.
- 김현지 : 김아진 (여, 25세) 역 - 미진과 석진의 여동생. 대식과 혜숙의 차녀. 부뚜막 직원. 광식의 처제. 지우의 이모.

무철에 버금가는 알뜰함과 억척스러움, 그리고 현대판 장금이라 불릴 정도로 뛰어난 미각과 손맛을 지녔다. 불미스런 사고로 제일 싫어하는 부류인 동네 백수인 태하와 자꾸 엮이던 중, 돈이 궁해진 태하가 부뚜막 직원으로 들어오게 되면서 둘은 또다시 한 공간에서 티격태격하게 된다.

### 규태네 가족
- 이승형 : 최진태 (남, 57세) 역 (2회 ~ ) - 규태의 동생. 민용의 삼촌. 식당 부뚜막 사장.

태하의 선배이자 아진의 사장. 형 규태와 갈등이 있는 조카 민용을 잘 이해한다.
- 안준서 : 최민용 (남, 17세) 역 (2회 ~ ) - 규태의 외동 아들. 심장병 투병 중. 진태의 조카.

여자를 좋아하는 아버지 규태와 갈등이 있다, 노는 친구들과 어울리려고 노력한다. 심장병이 있어 수술을 하게 된다.

### 미진네 가족
- 공예지 : 김미진 (여, 31세) 역 (4회 ~ ) -  석진의 누나. 아진의 언니. 광식의 아내. 지우의 어머니. 복자의 며느리. 대식과 혜숙의 장녀. 정수기 코디네이터.

만년 백수 남편이 실업할 때마다 짐 싸서 친정으로 오는 바람에 부모 속을 왕왕 뒤집어 놓는다.
- 김민석 : 허광식 (남, 31세) 역 (4회 ~ ) - 미진의 남편. 지우의 아버지. 복자의 아들. 대식과 혜숙의 사위. 석진의 매형. 아진의 형부

속 없이 사람만 좋다, 건물 관리며 치킨집 심부름이며 각종 잡일을 도맡아 하는 일명 '마당쇠'.
- 박세경 : 박복자 (여, 65세) 역 (4회 ~ ) - 광식의 어머니. 미진의 시어머니. 대식과 혜숙의 사돈. 지우의 친할머니

못사는 친정을 둔 미자를 은근 깔보고 무시하지만 아들이 능력 없어 며느리가 돈을 버니 큰 소리 치다가도 깨갱한다. 어떻게든 한 몫 챙기려 갖은 수를 쓴다.
- 한시아 : 허지우 (여, 7세) 역 (7회 ~ ) - 광식과 미진의 딸. 복자의 친손녀. 대식과 혜숙의 외손녀. 석진과 아진의 조카.

배움에 한이 맺힌 엄마의 교육열과 치맛바람으로 엄청 똑똑해 보이는 아이.

### 기타 인물
- 이규복 : 장태풍 대표 역 - 무철에게 사기 치는 대표 서브 악남
- 서영 : 장미 역 - 무철에게 사기 치고 꼬시는 유혹녀 서브 악녀
- 미상 : 동민 역 - 부뚜막 알바생
- 주지아 : 박예원 역 (36회 ~ ) - 석진 친구이며 석진과 동업을 하고 있다. 부잣집 딸이지만 주변 사람들은 모르고 있으며 석진이를 좋아한다. 메인 악녀
- 박경순 : 김태형 역 - 김석진 친구이자 그리고 한서우 선배이자 바람둥이 메인 악남
- 민경진 : 폐지 수거 어르신 역
- 이달형
- 김승욱 : 예원 부 지환
- 보라나 : 예원 모
- 장영준 : 최동민 역 - 아진이 운영하는 부뚜막에 찾아와 통화를 하던 중 노숙자 배식이 끝났다는 말을 듣고, 도시락을 주게 되면서 처음 만나게 됐다. 이후 43회에서 다시 부뚜막을 찾고, 노숙자가 아니냐는 말에 이곳에서 통화를 했던 것을 기억해낸다. 하지만 노숙자가 아니라는 것을 부인하지는 않고 돈 주고 사먹겠다며 음식을 주문한다. 46회에서 밝혀진 바로는 굿앤푸드빌 마케팅팀 팀장이다. 당시에는 신제품 샘플 제작 때문이었으며 첫날에는 노숙자 쉼터에 있었다고 한다.
- 미상 :  은행 지점장 역

### 특별출연
- 김혜옥 : 부동산 손님 역 (16회)

## 시청률
최저 시청률과 최고 시청률은 시청률 조사회사와 지역별로 시청률에 차이가 있을 수 있습니다.
| 2025년  | 2025년   | 2025년         | 2025년         | 2025년       |
| 회차    | 방송일   | TNMS 시청률    | AGB 시청률     | AGB 시청률   |
| 회차    | 방송일   | 대한민국(전국) | 대한민국(전국) | 서울(수도권) |
| ------- | -------- | -------------- | -------------- | ------------ |
| 제1회   | 4월 14일 | -              | 12.5%          | 10.8%        |
| 제2회   | 4월 15일 | -              | 11.3%          | 10.0%        |
| 제3회   | 4월 16일 | -              | 11.0%          | 9.8%         |
| 제4회   | 4월 17일 | -              | 10.1%          | 8.3%         |
| 제5회   | 4월 18일 | -              | 9.3%           | 8.4%         |
| 제6회   | 4월 21일 | -              | 12.0%          | 10.2%        |
| 제7회   | 4월 22일 | -              | 12.0%          | 10.7%        |
| 제8회   | 4월 23일 | -              | 11.3%          | 9.6%         |
| 제9회   | 4월 24일 | -              | 11.1%          | 9.8%         |
| 제10회  | 4월 25일 | -              | 10.4%          | 8.8%         |
| 제11회  | 4월 28일 | -              | 11.0%          | 9.1%         |
| 제12회  | 4월 29일 | -              | 10.5%          | 9.4%         |
| 제13회  | 4월 30일 | -              | 10.7%          | 10.0%        |
| 제14회  | 5월 1일  | -              | 10.9%          | 9.4%         |
| 제15회  | 5월 2일  | -              | 10.7%          | 10.0%        |
| 제16회  | 5월 5일  | -              | 10.8%          | 9.3%         |
| 제17회  | 5월 6일  | -              | 11.5%          | 9.9%         |
| 제18회  | 5월 7일  | -              | 10.2%          | 8.5%         |
| 제19회  | 5월 8일  | -              | 10.3%          | 9.3%         |
| 제20회  | 5월 9일  | -              | 10.2%          | 9.1%         |
| 제21회  | 5월 12일 | -              | 10.6%          | 9.1%         |
| 제22회  | 5월 13일 | -              | 10.7%          | 10.0%        |
| 제23회  | 5월 14일 | -              | 10.9%          | 9.5%         |
| 제24회  | 5월 15일 | -              | 11.1%          | 9.4%         |
| 제25회  | 5월 16일 | -              | 10.6%          | 9.5%         |
| 제26회  | 5월 19일 | -              | 10.9%          | 9.6%         |
| 제27회  | 5월 20일 | -              | 10.5%          | 9.2%         |
| 제28회  | 5월 21일 | -              | 10.9%          | 9.6%         |
| 제29회  | 5월 22일 | -              | 10.8%          | 9.3%         |
| 제30회  | 5월 26일 | -              | 11.1%          | 9.4%         |
| 제31회  | 5월 28일 | -              | 10.4%          | 9.4%         |
| 제32회  | 5월 29일 | -              | 10.9%          | 9.6%         |
| 제33회  | 5월 30일 | -              | 10.5%          | 9.0%         |
| 제34회  | 6월 2일  | -              | 11.4%          | 10.1%        |
| 제35회  | 6월 4일  | -              | 9.8%           | 8.9%         |
| 제36회  | 6월 5일  | -              | 11.1%          | 9.6%         |
| 제37회  | 6월 6일  | -              | 9.8%           | 8.3%         |
| 제38회  | 6월 9일  | -              | 11.5%          | 10.0%        |
| 제39회  | 6월 10일 | -              | 10.0%          | 8.8%         |
| 제40회  | 6월 11일 | -              | 10.8%          | 9.4%         |
| 제41회  | 6월 12일 | -              | 11.0%          | 9.4%         |
| 제42회  | 6월 13일 | -              | 10.7%          | 9.2%         |
| 제43회  | 6월 16일 | -              | 11.3%          | 9.9%         |
| 제44회  | 6월 17일 | -              | 10.3%          | 9.0%         |
| 제45회  | 6월 18일 | -              | 10.1%          | 8.1%         |
| 제46회  | 6월 19일 | -              | 10.8%          | 9.3%         |
| 제47회  | 6월 20일 | -              | 10.4%          | 8.9%         |
| 제48회  | 6월 23일 | -              | 10.6%          | 9.1%         |
| 제49회  | 6월 24일 | -              | 10.4%          | 9.5%         |
| 제50회  | 6월 25일 | -              | 10.4%          | 9.3%         |
| 제51회  | 6월 26일 | -              | 10.4%          | 9.4%         |
| 제52회  | 6월 27일 | -              | 10.2%          | 9.3%         |
| 제53회  | 6월 30일 | -              | 10.7%          | 9.4%         |
| 제54회  | 7월 1일  | -              | 10.9%          | 9.7%         |
| 제55회  | 7월 2일  | -              | 10.3%          | 9.0%         |
| 제56회  | 7월 3일  | -              | 9.9%           | 8.6%         |
| 제57회  | 7월 4일  | -              | 10.3%          | 9.5%         |
| 제58회  | 7월 7일  | -              | 11.0%          | 9.2%         |
| 제59회  | 7월 8일  | -              | 10.5%          | 9.0%         |
| 제60회  | 7월 9일  | -              | 10.5%          | 9.5%         |
| 제61회  | 7월 10일 | -              | 10.3%          | 9.2%         |
| 제62회  | 7월 11일 | -              | 9.8%           | 8.7%         |
| 제63회  | 7월 14일 | -              | 11.6%          | 10.2%        |
| 제64회  | 7월 15일 | -              | 10.0%          | 8.5%         |
| 제65회  | 7월 16일 | -              | 11.5%          | 9.6%         |
| 제66회  | 7월 17일 | -              | 11.4%          | 9.7%         |
| 제67회  | 7월 18일 | -              | 10.4%          | 8.8%         |
| 제68회  | 7월 21일 | -              | 11.1%          | 9.5%         |
| 제69회  | 7월 22일 | -              | 10.6%          | 8.8%         |
| 제70회  | 7월 23일 | -              | 10.1%          | 9.0%         |
| 제71회  | 7월 24일 | -              | 10.3%          | 8.1%         |
| 제72회  | 7월 25일 | -              | 10.0%          | 8.5%         |
| 제73회  | 7월 28일 | -              | 10.5%          | 8.7%         |
| 제74회  | 7월 29일 | -              | 10.1%          | 8.5%         |
| 제75회  | 7월 30일 | -              | 10.0%          | 8.6%         |
| 제76회  | 7월 31일 | -              | 10.1%          | 8.8%         |
| 제77회  | 8월 1일  | -              | 9.9%           | 8.5%         |
| 제78회  | 8월 4일  | -              | 10.7%          | 8.9%         |
| 제79회  | 8월 5일  | -              | 9.3%           | 8.5%         |
| 제80회  | 8월 6일  | -              | 9.5%           | 8.0%         |
| 제81회  | 8월 7일  | -              | 10.7%          | 9.2%         |
| 제82회  | 8월 8일  | -              | 9.6%           | 8.4%         |
| 제83회  | 8월 11일 | -              | 10.5%          | 8.6%         |
| 제84회  | 8월 12일 | -              | 9.4%           | 8.0%         |
| 제85회  | 8월 13일 | -              | 11.3%          | 9.9%         |
| 제86회  | 8월 14일 | -              | 10.8%          | 9.3%         |
| 제87회  | 8월 18일 | -              | 11.8%          | -            |
| 제88회  | 8월 19일 | -              | 10.6%          | 9.4%         |
| 제89회  | 8월 20일 | -              | 11.4%          | 9.9%         |
| 제90회  | 8월 21일 | -              | %              | %            |
| 제91회  | 8월 22일 | -              | %              | %            |
| 제92회  | 8월 25일 | -              | %              | %            |
| 제93회  | 8월 26일 | -              | %              | %            |
| 제94회  | 8월 27일 | -              | %              | %            |
| 제95회  | 8월 28일 | -              | %              | %            |
| 제96회  | 8월 29일 | -              | %              | %            |
| 제97회  | 9월 1일  | -              | %              | %            |
| 제98회  | 9월 2일  | -              | %              | %            |
| 제99회  | 9월 3일  | -              | %              | %            |
| 제100회 | 9월 4일  | -              | %              | %            |
| 제101회 | 9월 5일  | -              | %              | %            |
| 제102회 | 9월 8일  | -              | %              | %            |
| 제103회 | 9월 9일  | -              | %              | %            |
| 제104회 | 9월 10일 | -              | %              | %            |
| 제105회 | 9월 11일 | -              | %              | %            |
| 제106회 | 9월 12일 | -              | %              | %            |
| 제107회 | 9월 15일 | -              | %              | %            |
| 제108회 | 9월 16일 | -              | %              | %            |
| 제109회 | 9월 17일 | -              | %              | %            |
| 제110회 | 9월 18일 | -              | %              | %            |
| 제111회 | 9월 19일 | -              | %              | %            |
| 제112회 | 9월 22일 | -              | %              | %            |
| 제113회 | 9월 23일 | -              | %              | %            |
| 제114회 | 9월 24일 | -              | %              | %            |
| 제115회 | 9월 25일 | -              | %              | %            |
| 제116회 | 9월 26일 | -              | %              | %            |
| 제117회 | 9월 29일 | -              | %              | %            |
| 제118회 | 9월 30일 | -              | %              | %            |
| 제119회 | 10월 1일 | -              | %              | %            |
| 제120회 | 10월 2일 | -              | %              | %            |
| 제121회 | 10월 3일 | -              | %              | %            |

## 결방 및 연장
- 2025년 5월 23일 : 《제21대 대통령선거 후보 토론회 - 초청 2차 <사회 분야>》 중계방송으로 인한 결방.
- 2025년 5월 27일 : 《제21대 대통령선거 후보 토론회 - 초청 3차 <정치 분야>》 중계방송으로 인한 결방.
- 2025년 6월 3일 : 《내 삶을 바꾸는 선택 2025 대통령선거》 개표방송으로 인한 결방.
- 2025년 8월 15일 : 《광복 80주년 경축 행사·국민 임명식》 방송으로 인한 결방.

## OST
- Part.1 김다현 - 행운을 드립니다(2025. 4. 14. 발매)
- Part.2 박서진 - 터졌네(2025. 4. 21. 발매)
- Part.3 김다현 - You are my everything(2025. 4. 28. 발매)
- Part.4 여은 - 어차피 떠날 사람 남자(2025. 5. 5. 발매)
- Part.5 지세희 - 그대 가는 길(2025. 5. 12. 발매)
- Part.6 숙희 - 꿈만 같았던 나의 사랑 이야기(2025. 5. 19. 발매)
- Part.7 한경일 - 너를 담아 부른다 나의 노래는 너야(2025. 5. 26. 발매)
- Part.8 누구 - 네 곁에서 기다려(2025. 6. 2. 발매)
- Part.9 안예슬 - 이제야 안녕(2025. 6. 9. 발매)
- Part.10 조항조 - 인생을 걸어갑니다(2025. 6. 19. 발매)
- Part.11 아이런 - In Time(2025. 6. 23. 발매)
- Part.12 모닝커피 - 너와 난 이제 없는 거니(2025. 7. 7. 발매)
- Part.13 김경민 - 인생극장(2025. 7. 14. 발매)
- Part.14 란 - 널 사랑했던 그만큼(2025. 7. 21. 발매)
- Part.15 송민경 - 그때의 우린(2025. 7. 28. 발매)
- Part.16 리디아 - 당장이라도(2025. 8. 4. 발매)
- Part.17 이동윤 - 내 사랑이 그댈 힘들게 한 거라면(2025. 8. 11. 발매)
- Part.18 한가빈 - 항상 그 자리에(2025. 8. 18. 발매)

## 참고 사항
- 당초 제목이 〈대운을 지켜라〉에서〈대운을 잡아라〉로 최종 확정되었다.

- 당초 4월 7일 첫방송 예정이었으나, 4월 4일 대통령 탄핵 심판 뉴스특보가 편성됨에 따라 전작 《결혼하자 맹꽁아!》가 4월 8일 종영 및 4월 9일부터 4월 11일까지 스페셜 방송으로 대체되면서 첫방송이 4월 14일로 변경되었다.

- 손창민, 선우재덕은 KBS 2TV 수목 드라마 《빙점》, MBC 일일 드라마 《폭풍의 연인》, MBC 월화 드라마 《마의》 이후 네 번째로 다시 만나 캐스팅됐다.

- 선우재덕, 이아현은 KBS 1TV TV 소설 《하얀 민들레》, SBS 아침 드라마 《들꽃》, SBS 수목 드라마 《아름다운 그대에게》 이후 네 번째로 다시 만나 캐스팅됐다.

- 손창민, 이아현은 MBC 일일 드라마 《오로라 공주》 이후 12년 만에 다시 만나 캐스팅됐다.

- 손창민, 박상면은 영화 《상사부일체》 이후 17년 만에 다시 만나 캐스팅됐다.

- 선우재덕, 오영실은 SBS 일일 드라마 《내 딸 꽃님이》, JTBC 일일 드라마 《더 이상은 못 참아》 이후 세 번째로 다시 만나 캐스팅됐다.

- 선우재덕, 오영실, 안연홍은 JTBC 일일 드라마 《더 이상은 못 참아》 이후 12년 만에 다시 만나 캐스팅됐다.

- 박상면, 이아현은 KBS 2TV 월화 드라마 《매리는 외박중》 이후 15년 만에 다시 만나 캐스팅됐다.

- 박상면, 안연홍은 MBC 월요 시트콤 《세 친구》 이후 25년 만에 다시 만나 캐스팅됐다.

- 해당 작품은 중년 배우들이 주로 출연하는 만큼 주제곡은 트로트 위주로 나온다. 그래서 40, 50대 중장년층이 가장 많이 시청한다.

- 해당 작품에서 복권이 자주 등장하며 이 복권을 플라스틱 공으로 사용해서 촬영했으나 실제 복권에는 플라스틱 공이 존재하지 않는다.